# Skoky do vody na Letních olympijských hrách 1972
Skoky do vody na Letních olympijských hrách v Mnichově.

## Medailisté

### Muži
| Kategorie | Zlato                                | Stříbro                                      | Bronz                                        |
| --------- | ------------------------------------ | -------------------------------------------- | -------------------------------------------- |
| Prkno 3 m | Vladimir Vasin · Sovětský svaz (URS) | Giorgio Cagnotto · Itálie (ITA)              | Craig Lincoln · Spojené státy americké (USA) |
| Věž 10 m  | Klaus Dibiasi · Itálie (ITA)         | Richard Rydze · Spojené státy americké (USA) | Giorgio Cagnotto · Itálie (ITA)              |

### Ženy
| Kategorie | Zlato                                        | Stříbro                                | Bronz                                                    |
| --------- | -------------------------------------------- | -------------------------------------- | -------------------------------------------------------- |
| Prkno 3 m | Micki Kingová · Spojené státy americké (USA) | Ulrika Knapeová · Švédsko (SWE)        | Marina Janickeová · Německá demokratická republika (GDR) |
| Věž 10 m  | Ulrika Knapeová · Švédsko (SWE)              | Milena Duchková · Československo (TCH) | Marina Janickeová · Německá demokratická republika (GDR) |

## Přehled medailí
| Pořadí | Země                                 | Zlato | Stříbro | Bronz | Celkově |
| ------ | ------------------------------------ | ----- | ------- | ----- | ------- |
| 1.     | Spojené státy americké (USA)         | 1     | 1       | 1     | 3       |
| 1.     | Itálie (ITA)                         | 1     | 1       | 1     | 3       |
| 3.     | Švédsko (SWE)                        | 1     | 1       | 0     | 2       |
| 4.     | Sovětský svaz (URS)                  | 1     | 0       | 0     | 1       |
| 5.     | Československo (TCH)                 | 0     | 1       | 0     | 1       |
| 6.     | Německá demokratická republika (GDR) | 0     | 0       | 2     | 2       |